# Condé-en-Brie
Condé-en-Brie je naselje in občina v severnem francoskem departmaju Aisne regije Pikardije. Leta 1999 je naselje imelo 626 prebivalcev.

## Geografija
Kraj se nahaja v pokrajini Brie na stičišču treh dolin: Dhuys, Surmelin in Verdonnelle, 90 km južno od središča departmaja  Laona.

## Administracija
Condé-en-Brie je sedež istoimenskega kantona, v katerega so poleg njegove vključene še občine Artonges, Barzy-sur-Marne, Baulne-en-Brie, Celles-lès-Condé, La Celle-sous-Montmirail, La Chapelle-Monthodon, Chartèves, Connigis, Courboin, Courtemont-Varennes, Crézancy, Fontenelle-en-Brie, Jaulgonne, Marchais-en-Brie, Mézy-Moulins, Monthurel, Montigny-lès-Condé, Montlevon, Pargny-la-Dhuys, Passy-sur-Marne, Reuilly-Sauvigny, Rozoy-Bellevalle, Saint-Agnan, Saint-Eugène, Trélou-sur-Marne in Viffort s 7.919 prebivalci.
Kanton je sestavni del okrožja Château-Thierry.

## Zgodovina
Na ozemlju občine se je nahajala nekdanja galo-romanska utrdba.
Kraj je bil v srednjem veku pod številnimi gospostvi, Montmirail v 13. stoletju, Coucy v 14. stoletju, sledili sta gospostvi Marle in Luksemburg v 15. in prvi polovici 16. stoletja. Leta 1556 jih je nasledil Louis I. Condéjski, prvi princ, od katerega je zrasla številna stranska veja francoske vladarske rodbine Burbonov.

## Zanimivosti
- cerkev Saint-Rémi iz 13. stoletja, zgodovinski spomenik od leta 1920,
- dvorec Château de Condé s parkom, prebivališče Condéjskih princev, francoski zgodovinski spomenik od leta 1979; nahaja se na ozemlju nekdanje galo-romanske vile.